# Paris–Roubaix 1949

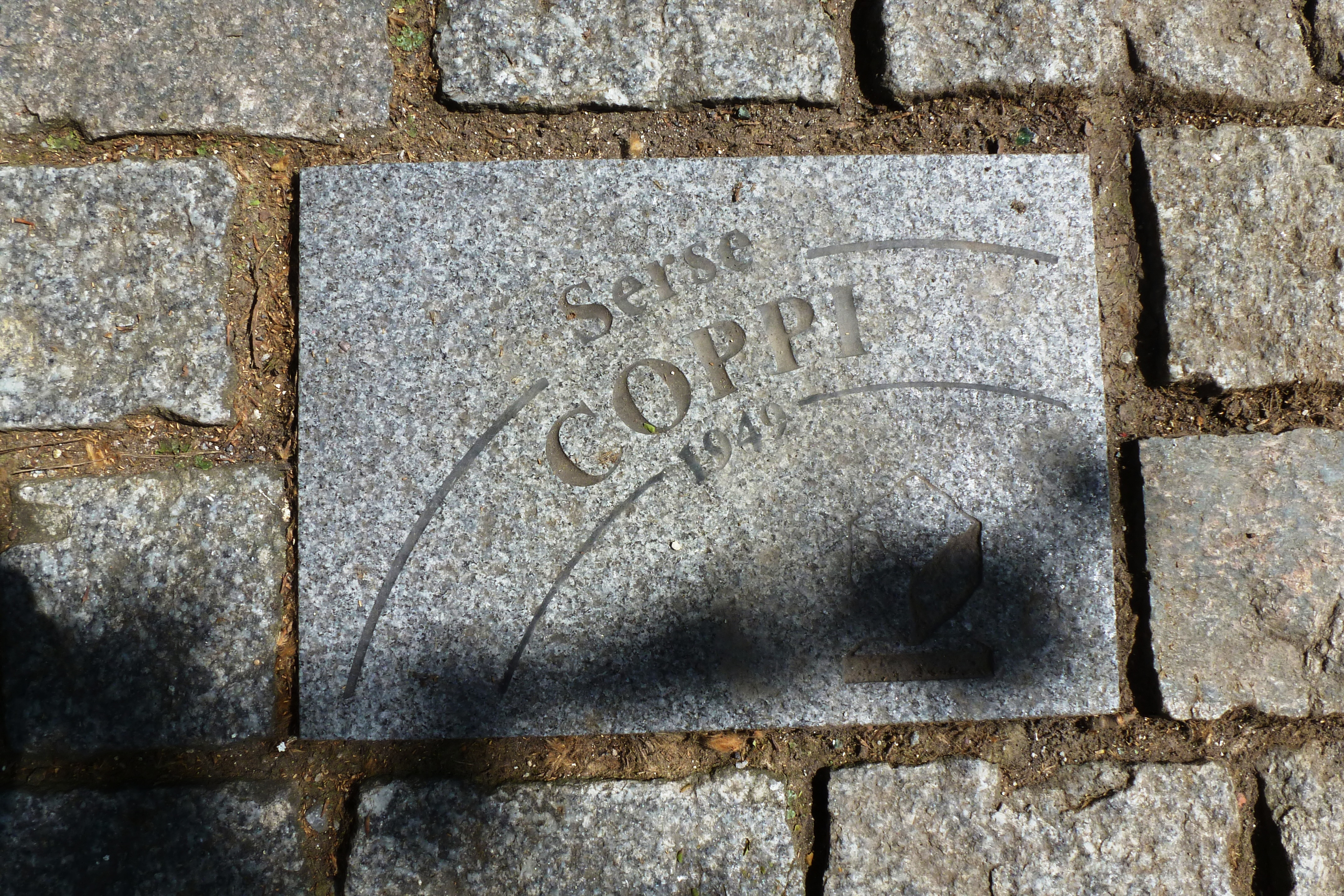
Pflasterstein zu Ehren von Serse Coppi auf der Allée Charles Crupelandt in Roubaix

Das Eintagesrennen Paris–Roubaix 1949 war die 47. Austragung des Radsportklassikers und fand am Sonntag, den 17. April 1949, statt. Erst über ein halbes Jahr später und nach zahlreichen Kontroversen wurden zwei Radsportler, der Italiener Serse Coppi und der Franzose André Mahé, zu den gemeinsamen Siegern erklärt.
Das Rennen führte von Saint-Denis, nördlich von Paris, nach Roubaix, wo es im Vélodrome André-Pétrieux endete. Die Strecke war 246 Kilometer lang. Die Zahl der Starter und derjenigen, die im Ziel ankamen, ist nicht bekannt, und auch nur die Zeiten der ersten acht sind überliefert. Das Rennen wurde mit einer Durchschnittsgeschwindigkeit von 39,356 km/h absolviert.
Ein führendes Trio, bestehend aus André Mahé, Frans Leenen und Jacques Moujica wurde bei seiner Ankunft an der Radrennbahn von einem Polizisten fälschlicherweise in eine Seitenstraße gelenkt; diese Strecke war jedoch für die Begleitfahrzeuge gedacht. Die drei Fahrer fanden sich zwischen Fahrzeugen und Menschen eingeklemmt. Moujica versuchte zu drehen, stürzte dabei und brach eine Pedale seines Rades ab. Mahé fand mit Hilfe von Zuschauern über ein kleines Seitentor den Weg auf die Bahn selbst, allerdings auf der gegenüberliegenden Seite der eigentlichen Einfahrt, und er überquerte als Erster die Ziellinie. Mahé wurde als Sieger geehrt und mit Blumen auf die Ehrenrunde geschickt, Leenen traf als Zweiter und Moujica als Dritter ein. Serse Coppi, Bruder von Fausto Coppi gewann den Sprint des Hauptfeldes.
Coppi jedoch protestierte gegen die Wertung: Mahé, Leenen und Moujica hätten nicht die offizielle Strecke befahren und müssten disqualifiziert werden, ungeachtet der Tatsache, dass die drei Fahrer letztlich einen längeren Weg zurückgelegt hatten. Treibende Kraft dabei war sein älterer Bruder Fausto, der wesentlich erfolgreicher war als Serse. Er wollte unbedingt einen Sieg für seinen kleinen Bruder. Mahé in einem Interview Jahrzehnte später: „Ein Champion sollte sich nicht derartig herabwürdigen.“ Daraufhin wurde nun Serse Coppi von der Jury zum Sieger erklärt. Fünf Tage später revidierte der französische Radsportverband Fédération Française de Cyclisme (FFC) diese Entscheidung und erklärte Mahé seinerseits wieder zum Sieger. Gegen diese Entscheidung legte der italienische Verband Federazione Ciclistica Italiana beim Weltradsportverband UCI Einspruch ein. Im August 1949 kündigte die UCI an, im November eine Entscheidung zu treffen, nachdem es zunächst Überlegungen gab, das Resultat des Rennens zu annullieren. Achille Joinard, gleichzeitiger Präsident von UCI und FFC, wurde daraufhin von seinen Landsleuten als „Verräter“ beschimpft und beschuldigt, nachgiebig zu sein, da er seine Chancen, zum Präsidenten der UCI wiedergewählt zu werden, nicht verderben wolle. Schließlich wurden Coppi und Mahé im November 1949 zu gemeinsamen Siegern erklärt. Einer der Offiziellen kommentierte das monatelange Tauziehen erleichtert: „Dem Himmel sei Dank, in vier Monaten findet das nächste Paris–Roubaix statt.“
Für Serse Coppi war dieser Sieg der größte Erfolg seiner kurzen Karriere. Zwei Jahre später verunglückte er während der Piemont-Rundfahrt tödlich.